# Biraque
Biraque (em árabe: براك; romaniz.: Birak) é uma cidade na Líbia situado no distrito de Axati.